# 王小虎 (新著龍虎門)
王小虎是香港漫畫《新著龍虎門》的故事主角。故事從18歲的王小虎從廣東來到香港尋找失蹤的大伯開始，前期內容主要圍繞在王小虎和一班弟兄與香港黑社會間鬥毆的過程，後來捲入日本黑道羅煞教與韓國白蓮教之間的紛爭，接著又到泰國通天教搭救朋友石黑龍，最新的劇情則著重在日本兩派忍者伊賀與甲賀之間的決鬥。漫畫初期設定王小虎的個性為冷靜果敢、重情重義、嫉惡如仇。

### 內功招式
- 九陽神功（第九陽）、九陽神功（十陽境界）、降龍伏虎氣功。

### 武功招式
- ( 王家 ) 降龍十八腿、裂頭腳、碎石腳、裂頭碎石腳、聚龍一擊、虎鶴雙形拳、 電光毒龍鑽 、十陽境界、 龍捲風、飞龙在天、横扫千军、兩極掌、兩極手、滾地龍、蟠龍雙飛、九陽_裂頭腳、九陽_小毒龍鑽、九陽_電光毒龍鑽、飛龍壓頂、還魂飽鶴、倒踢龍捲風、倒轉龍捲風、青龍三出洞、天殘腿。

### 自創招式
- 雷電神腿。

### 移動身法
- 蛇形電步。

### 死於王小虎腳下的犧牲者(依漫畫時間順序)
- 王海蛟： 王小虎三叔，韓國邪拳道場的場主，為人心狠手辣，打死親哥哥王降龍，被王小虎打死於韓國邪拳道場。
- 火魍： 五昧法師的手下，被王小虎打死於日本中華武館。
- 五昧法師：泰國華僑，精通神打，泰國首席暗殺高手，被香港黑幫份子翻江蛟請回日本刺殺羅剎教的老妖，被王小虎打死於日本中華武館。
- 玄災：日本天地寺的奇門三尊，在日本街頭被王小虎和石黑龍圍毆至死。
- 暴君龍：越南暗殺集團首領，在澳門聖母堂一戰被王小虎以惡龍纏溺死於水中。
- 烏鴉星：越南暗殺集團手下，在澳門聖母堂一戰被王小虎打死。
- 玄劫：日本天地寺的奇門三尊，在澳門聖母堂一戰被王小虎以霹靂狂龍打死。
- 天妖：日本伊賀派的四大上忍之末，被王小虎打死於伊賀城。
- 伊賀大聖：日本伊賀派手下，神氣道創始人，被王小虎打死於伊賀城。
- 虎尊者：密宗活佛第三弟子，被王小虎打死於甲賀城外的加油站。